# 脱利斯号
脱利斯号:214，又译多丽丝号、罢孻仁号，是英国皇家海军所属的毅力级巡防艦，在皇家海军中属于第五等战舰，装备有36门火炮，在1808年至1829年间服役。

## 服役经历
脱利斯号由英国东印度公司所属孟买造船厂制造于1807年，最初命名为撒尔塞号（Salsette），后来改名皮特号（Pitt）,又因为皇家海军内已经存在同名舰艇，于是最后改为为脱利斯号。脱利斯号最初在马六甲海峡和南中国海执行任务，期间与皇家海军普赛克号一起俘虏了美国商0船丽贝卡号（Rebecca），并将其带到孟买处理，丽贝卡号的货物及船只本身都被拍卖。
1810年参加毛里求斯战役。
1811年参加英荷爪哇战争。
1814年3月18日，脱利斯号在澳门外海俘虏美国商船汉打号（Hunter）。5月8日，脱利斯号在珠江口追逐美国船只，但美国船成功驶入广州黄埔港，脱利斯号已经不依不舍派出小艇追击美国人，最终在珠江上俘虏了汉打号并将其带离中国水域，最后将在8月12日将汉打号带回孟买处理。接着脱利斯号又回到中国，此时美国私掠船兰布勒号正带着其俘虏的英国商船阿拉贝拉号抵达广东水域，脱利斯号追击两艘船并在澳门水域俘虏了阿拉贝拉号，兰布勒号则逃到了广州内河。脱利斯号的行径引起了广州当局和英国东印度公司之间的争端。
脱利斯号的船长罢孻仁（O'Brien）眼见不能在中国售卖自己的战利品，并且职位遭到撤换，因此想要将阿拉贝拉号带到马六甲中途出售，结果在抵达的前一天晚上阿拉贝拉触礁沉没。

## 引用
1. ↑  王开玺. . 北京: 人民出版社. 2009. ISBN 978-7-01-007781-9.
2. ↑  吴义雄. . 学术研究. 2018, (6)  [2024-03-15]. doi:10.3969/j.issn.1000-7326.2018.06.014. （原始内容存档于2024-03-15）.
3. 1 2 3  .   [2024-03-07]. （原始内容存档于2020-09-22）.
4. ↑  . London Gazette. 24 September 1814.
5. ↑  . London Gazette. 15 July 1828.
6. ↑  Sweetman (1993), p.141.